# Odontria regalis
Odontria regalis är en skalbaggsart som beskrevs av Given 1952. Odontria regalis ingår i släktet Odontria och familjen Melolonthidae. Inga underarter finns listade i Catalogue of Life.